# Kurfürstendamm-Gesellschaft

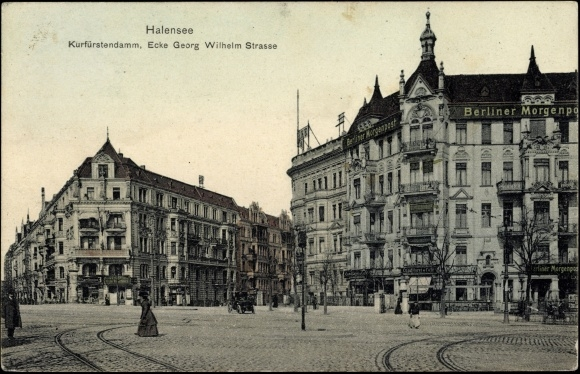
Der Kurfürstendamm an der Ecke Georg-Wilhelm-Straße, 1911

Die Kurfürstendamm-Gesellschaft war eine 1882 gegründete Aktiengesellschaft zur Entwicklung des Kurfürstendamms und der Villenkolonie Grunewald.

## Vorgeschichte
Der Kurfürstendamm existierte bereits teilweise als Knüppeldamm durch sumpfiges Gelände seit 1542 als Verbindung vom Berliner Stadtschloss zum Jagdschloss Grunewald.
Der Hobrecht-Plan von 1862 erfasste nur den östlichen Teil des Kurfürstendamms, für den ein Ausbau als gehobene Wohnstraße vorgesehen war. In Höhe des Schwarzen Grabens, etwa am heutigen Olivaer Platz, führte er in südliche Richtung als Feldweg weiter nach Wilmersdorf. Nach diesem Plan stellte der „Churfürsten Damm“ den südlichen Abschluss des bebauten Gebietes dar, die Gebiete südlich und westlich davon waren nicht berücksichtigt. Schon um 1865 hatte der Stadtentwickler Johann Anton Wilhelm von Carstenn das Rittergut Wilmersdorf und Friedenau sowie das Gut Lichterfelde gekauft, um dort Villenkolonien zu errichten. Carstenn hatte schon Pläne für den Ausbau des Kurfürstendamms in Richtung Halensee zu einer Prachtstraße, die aber nicht verwirklicht wurden.

## Die Rolle Bismarcks
Bereits am 18. Mai 1868 regte Otto von Bismarck in einem Brief an König Wilhelm von Preußen den Ausbau mehrerer Reitwege im Berliner Westen an, darunter auch den des Kurfürstendamms.
Nachdem Bismarck anlässlich der Gründung des Deutschen Reichs 1871 aus Paris (er war dort 1862 für kurze Zeit Gesandter) nach Berlin zurückkam, votierte er unter dem Eindruck des von Georges-Eugène Haussmann geprägten Stadtbildes von Paris gegen den im Hobrecht-Plan vorgesehenen Ausbau des Kurfürstendamms als gehobene Wohnstraße. In seinem Brief vom 5. Februar 1873 an den Geheimen Kabinettsrat von Wilmowski forderte er einen großzügigen Ausbau nach Vorbild der Avenue des Champs-Élysées in Paris, da …

„[…] der fiskalische Besitz ausnahmsweise Gelegenheit zu breiter und schönerer Straßenentfaltung bietet. […] Die Straße am Kurfürstendamm wird nach den jetzt bestehenden Absichten viel zu eng werden, da dieselbe voraussichtlich ein Hauptspazierweg für Wagen und Reiter werden wird. Denkt man sich Berlin so wie bisher wachsend, so wird es die doppelte Volkszahl noch schneller erreichen, als Paris von 800.000 Einwohnern auf 2.000.000 gestiegen ist. Dann würde der Grunewald etwa für Berlin das Bois de Boulogne und die Hauptader des Vergnügungsverkehrs dorthin mit einer Breite wie die der Elysäischen Felder durchaus nicht zu groß bemessen sein.“

Mit seinen Vorschlägen zum Ausbau konnte er Kaiser Wilhelm I. überzeugen, sodass am 2. Juni 1875 per Kabinettsordre die Straßenbreite auf 53 Meter zwischen den Häuserfronten festgelegt wurde: je 7,5 Meter für die Vorgärten, je 4 Meter für die Bürgersteige, je 10 Meter für die Fahrbahnen und 10 Meter für die Mittelpromenade mit Reitweig. Der Kaiser wünschte sich eine Prachtstraße, die den Champs-Élysées ebenbürtig waren und so die wachsende neue Hauptstadt repräsentieren sollte.

„Den Kurfürstendamm und die Villenkolonie Grunewald, die damit zusammenhängt, habe ich ganz allein durchgekämpft. Ich habe bei dem hochseligen König eine Kabinettsordre erwirkt, den Kurfürstendamm als Zufahrt nach dem Grunewald durchzuführen, trotzdem ich das Polizeipräsidium gegen mich hatte, das Intriguen gegen mich spann. Denn einige der Herren, die ein anderes Projekt patronisierten und in der Aussicht auf dessen Verwirklichung sich bereits in Terrainspekulationen einließen, hatten Wind bekommen und versuchten, mir Knüppel zwischen die Beine zu werfen. Ich kann wohl sagen, daß mir in dieser Sache mehr Schwierigkeiten bereitet wurden, als es durch sämtliche Diplomaten Europas je geschehen ist.“

## John Cornelius Booth
John Cornelius Booth, der in Klein Flottbek bei Hamburg erfolgreich in dritter Generation die Handelsgärtnerei und Baumschule „James Booth & Söhne“ betrieb, hatte 1864 im Gebiet zwischen der heutigen Fasanen-, Lietzenburger, Ranke- und Hardenbergstraße 26 Hektar Land gekauft, um darauf eine Baumschule zu betreiben. Booth setzte ein Vermächtnis seiner Vorfahren fort, fremdländische Gehölze zu kultivieren und anzupflanzen. Im Laufe der 1870er Jahre hatte er auf Bismarcks Gütern in Friedrichsruh im Sachsenwald entsprechende Pflanzungen angelegt. Booth war auch gärtnerischer Berater von Johann Anton Wilhelm von Carstenn, der einer der Initiatoren zur Gründung der Villenkolonie Grunewald war. Vermutlich kannten sie sich bereits aus Hamburg, wo Carstenn ab 1857 die Villenkolonie Hamburg-Marienthal errichtet hatte. Booth war auch selbst an der Erschließung der Villenkolonien Lichterfelde-West und Grunewald beteiligt.
Da aber der Ausbau privat finanziert werden musste, mussten zunächst Investoren gefunden werden, was sich als schwierig herausstellte, weil die Straße zunächst nur in das noch unbesiedelte Gebiet des Grunewalds führte. Die Pläne eines englischen Konsortiums, eine Rennbahn im Grunewald zu errichten und den Kurfürstendamm zu einer Prachtstraße auszubauen, verliefen trotz Unterstützung des Kaisers erfolglos. Die repräsentativen Vorstellungen der Monarchie standen im Widerspruch zu den Gewinnvorstellungen der Bauunternehmer, die eher an großen Baugrundstücken interessiert waren. Bis zum Beginn der 1880er Jahre fand deshalb kein Ausbau der Straße statt. Investoren ließen sich nur unter der Bedingung finden, wenn am Ende des Kurfürstendamms eine Villenkolonie nach dem Vorbild von Lichterfelde-West und Westend entstehen würde. Dies erkannte Bismarck, worauf sein altes Projekt „Kurfürstendamm“ ab 1881 wieder seine intensive Förderung erfuhr.

## Kurfürstendamm-Gesellschaft

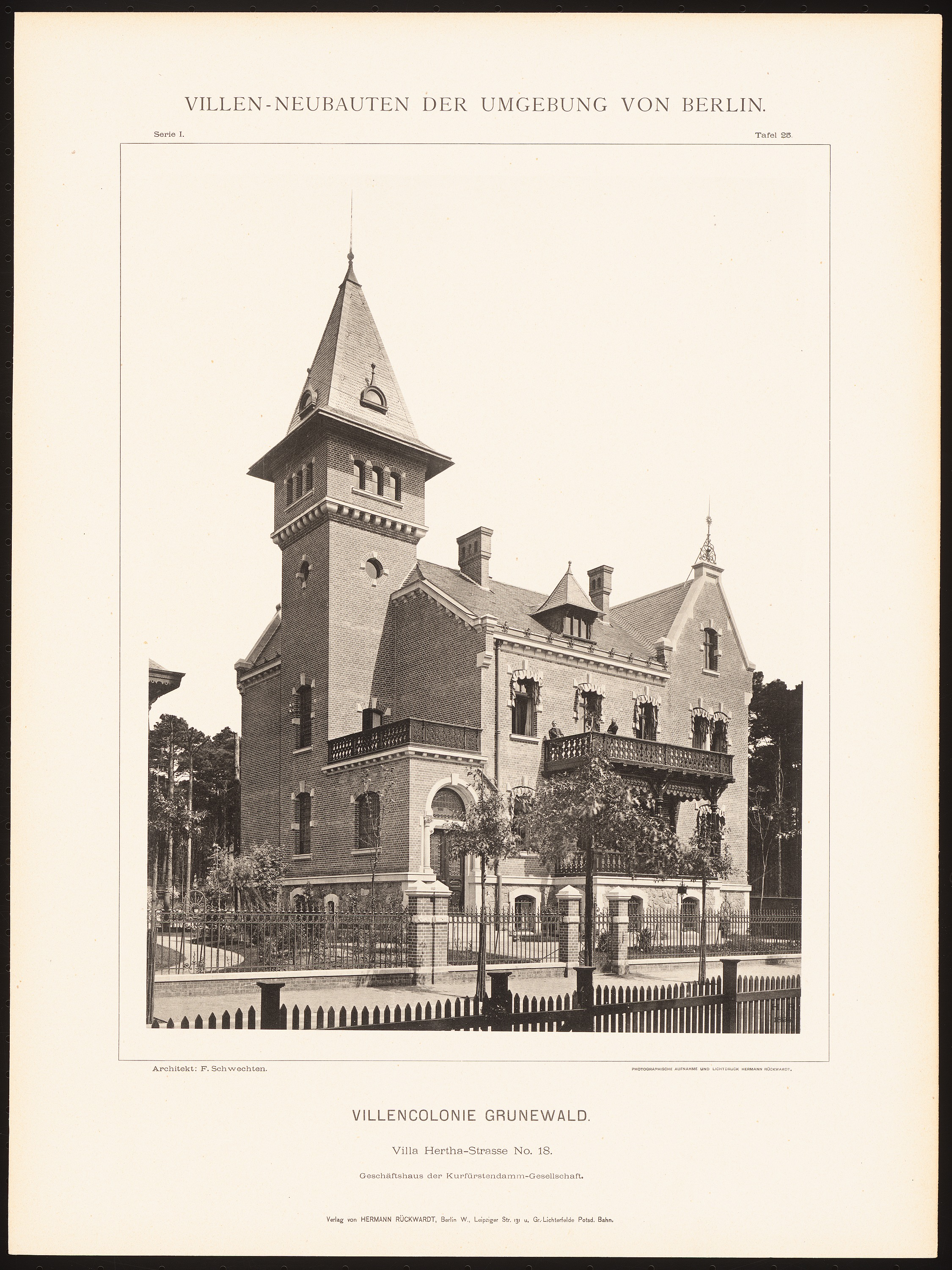
Geschäftshaus der Kurfürstendamm-Gesellschaft von Franz Schwechten

Nachdem die Grundstückspreise zwischen 1860 und 1880 um fast das 600-fache gestiegen waren, gelang es Booth, der durch seinen Grundbesitz am Kurfürstendamm ein besonderes Interesse am Ausbau hatte, ein Konsortium unter Führung der Deutschen Bank für die Finanzierung zu finden. Er schloss mit der Königlichen Regierung in Potsdam einen Vertrag, in dem er sich zum Ausbau der Straße verpflichtete und erhielt dafür ein Vorkaufsrecht über 234 Hektar Baugelände im Grunewald zur Errichtung einer Villenkolonie. Kurz nach Vertragsabschluss trat Booth gegen eine Entschädigung seine Rechte an die Deutsche Bank ab, die daraufhin rund 15 Hektar Land am Kurfürstendamm aufkaufte.
Am 22. Dezember 1882 wurde die Kurfürstendamm-Gesellschaft als Aktiengesellschaft gegründet. Am Kapital in Höhe von acht Millionen Mark (kaufkraftbereinigt in heutiger Währung: rund 72 Millionen Euro) der Gesellschaft waren die Berliner Handels-Gesellschaft, die später zur BHF-Bank fusionierte, und die Deutsche Bank entscheidend beteiligt. Die Deutsche Bank übertrug wiederum die Rechte des Vertrages sowie das gekaufte Bauland an die neugegründete Gesellschaft. Zum ersten technischen Direktor wurde der Bauunternehmer Hugo Hanke ernannt, der als Mitglied der Stadtverordnetenversammlung Anfang der 1880er Jahre mit den Grundstücksverhandlungen beauftragt wurde und sich Im Gegenzug die Konzession zum Betrieb einer Pferdebahn auf dem Kurfürstendamm sicherte. Am 20. Januar 1883 kam es zum Vertragsabschluss zwischen ihm und der Stadt Charlottenburg.
Zweck der Gesellschaft waren die Herstellung der Straße Kurfürstendamm und der An- und Verkauf von Grundstücken in dessen Umgebung. Zur Erschließung des parzellierten Terrains begann die Gesellschaft im Juni 1884 mit dem Bau einer Dampfstraßenbahnstrecke, die zusammen mit der Straße am 5. Mai 1886 eröffnet wurde. Die Gesellschaft übertrug die Betriebsführung der Bahn an Davy, Donath & Co., die diese 1888 wiederum an das Berliner Dampfstraßenbahn-Konsortium übergab. 1889–1891 verkaufte die Kurfürstendamm-Gesellschaft ihr Baugelände am Kurfürstendamm und im Grunewald mit hohem Gewinn. Die Gesellschaft wurde nach Abschluss der Bauarbeiten 1892 liquidiert. Sie hatte bis dahin 25 Millionen Mark erwirtschaftet. Geschäftsführer der Gesellschaft war Paul Jonas von der Deutschen Bank. Auch Carl Fürstenberg von der Berliner Handels-Gesellschaft war aktiv an der Gesellschaft beteiligt. Das Geschäftshaus der Gesellschaft, errichtet von Franz Schwechten, befand sich in der Herthastraße 18 in Berlin-Grunewald.